# Dono do Mundo
Dono do Mundo é o sétimo álbum de estúdio da banda portuguesa de punk rock Tara Perdida. Foi lançado em 2013 pela editora Sony.

## Faixas
Elaborado com base o livrete acompanhante do CD.
1. O Que É Que Eu Faço Aqui?
2. A Mensagem
3. Segredo
4. Entender o Futuro
5. O Fim
6. Onde Tudo Acaba
7. Lisboa
8. Quem Quer Confessar
9. O Caos Está Instalado.
10. Dono do Mundo
11. Psicopata Infernal
12. A Ponte (instrumental)
13. Não Depende de Mim

## Elementos
- João "Capitão" Ribas - (voz)
- Rodrigo - (bateria)
- Ruka (guitarra e coros)
- Ganso (guitarra)
- Pedro Rosário (Kystos) - bateria
- Nuno Espírito Santo (baixo)